# Phyllomimus pallidus
Phyllomimus pallidus är en insektsart som beskrevs av Brunner von Wattenwyl 1895. Phyllomimus pallidus ingår i släktet Phyllomimus och familjen vårtbitare. Inga underarter finns listade i Catalogue of Life.